# لوبيونوبوليس
لوبيونوبوليس بلدية في ولاية بارانا في المنطقة الجنوبية من البرازيل.